# 摩根·舒尼達連
摩根·费尔南·热拉尔·舒尼達連（法語：Morgan Fernand Gérard Schneiderlin，發音：[mɔʁgan ʃnedɛʁlɛ̃]；1989年11月5日—）是一位法國職業足球運動員，出生於法國沙爾威勒。他主要司職防守中場，曾效力曼聯。

## 球會生涯

### 斯特拉斯堡
在法國阿爾薩斯大區沙爾威勒出生的舒尼達連，自幼就加入區內首府球會斯特拉斯堡，曾經為乙隊出賽37場入5球，也曾代表球會在法甲聯賽上陣過數次。

### 修咸頓
2008年6月7日，舒尼達連轉投英格蘭老牌球會修咸頓，雙方簽約4年，交易金額約是120萬英鎊。有趣的是他同時也收到來自修咸頓「南岸打吡」死敵樸茨茅夫的邀約，但他最後捨棄了這間英超球會而選擇了處於英冠的修咸頓，另外一些消息指出阿森纳與切尔西亦曾表示希望買入他。
舒尼達連在一場對卡迪夫城的賽事中為修咸頓作處子登場，其後逐漸成為球隊的正選球員。2010年4月13日，他射入加盟修咸頓以來的首個入球，協助球隊以5-1的比分擊敗布里斯托流浪。
2013年2月25日，修咸頓與舒尼達連達成協議延長合約至2017年夏季。

### 曼聯
2015年7月13日，曼聯官方公佈，簽入施奈德林，轉會費為二千五百萬英鎊，簽約四年。施奈德林在曼联3-0大胜埃弗顿的比赛中打进1球，那粒球是施奈德林加盟曼联后的首球，也是他在曼联的第一粒联赛进球。

### 愛華頓
2017年1月12日，愛華頓官方公佈，簽入施奈德林，轉會費為二千四百萬英鎊，簽約四年。

### 尼斯
施奈德林于2020年6月23日签约加盟尼斯。

## 國家隊生涯
舒尼達連自小已經進入法國國家青訓系統，先後由U-16、U17、U-18至U-19代表隊拾級而上，其中在U-18青年隊裡更是擔任隊長一職。
2009年5月25日，他獲挑選代表U-20出戰2009年地中海運動會的足球項目；他在法國隊的全部四場賽事中三度以隊長身份正選上陣，協助球隊奪得殿軍。
接下來的一年，舒尼達連再次入選U-20隊伍出戰由法國主辦的2010年土倫杯國際足球邀請賽；在賽事的揭幕戰面對哥倫比亞時，他在第34分鐘取得入球，協助球隊以2-0取得勝局。雖然，法國U-20隨後擊敗日本和科特迪瓦，但最終在準決賽不敵丹麥而屈居季軍。
因為格萊尼爾因傷退出，主教練選擇由舒尼達連遞補入選法國巴西世界盃最終23人名單，當時他甚至還沒有替成年階段國家隊上場的記錄，這個決定可謂相當大膽。
舒尼達連在2014年6月8日對牙買加的友誼賽中贏來首秀，6月25日對厄瓜多的小組賽則是他在國際大賽中的初亮相，現在他已是法國隊中場的優先輪換人選。

## 榮譽

### 球會
修咸頓
- 約翰斯通漆油錦標：2010

曼聯
- 英格蘭足總盃：2015–16
- 英格蘭社區盾：2016

### 國家隊
法國國家隊
- 歐洲國家盃亞軍：2016

## 外部連結
- 球會的個人檔案
- Soccerway資料庫：摩根·舒尼達連
- 足球数据库：摩根·舒尼達連的球员统计数据